# 小行星9015
小行星9015（9015 Coe）是一颗围绕太阳公转的小行星。1985年11月14日，波爾·延森在霍尔拜克发现了此天体。
这颗小行星的绝对星等为313.39444等。